# Martin Lewis Perl
Martin Lewis Perl (New York, 1927. június 24. – Palo Alto, Kalifornia, 2014. szeptember 30.) amerikai fizikus, aki 1995-ben kapott fizikai Nobel-díjat a tau-lepton felfedezéséért. Szülei Oroszország lengyel területéről kivándorolt zsidó emigránsok.